# Stade de Dire Dawa
Le stade de Dire Dawa est un stade polyvalent situé à Dire Dawa, en Éthiopie.

## Utilisation
Il est actuellement utilisé principalement pour des matchs de football, au niveau du club par la ville de Dire Dawa évoluant en Première Ligue éthiopienne. Le stade a une capacité de 18 000 spectateurs,.

## Histoire
Le stade accueille six matchs lors de la Coupe d'Afrique des Nations 1976, organisée par l'Éthiopie.
En 2018, le stade fait l'objet de travaux de rénovation après la conclusion de la saison 2017-18 de Dire Dawa City. La rénovation comprend une révision de la surface du terrain principal. À partir du 7 avril 2021, le stade accueille le troisième tour des matchs de la Premier League éthiopienne 2020-21.